# Dante Vanzeir
Dante Vanzeir, né le 16 avril 1998 à Beringen en Belgique, est un footballeur international belge jouant au poste d'attaquant à La Gantoise.

## Biographie

### En club

#### Formation au KRC Genk et prêts
Le 8 décembre 2018, il se met en évidence avec l'équipe de Beerschot, en inscrivant un quadruplé en deuxième division lors de la réception de l'AFC Tubize.
Le 20 juillet 2019, il dispute avec le KRC Genk, la Supercoupe de Belgique (victoire 3-0 face au KV Malines).
Le 20 septembre 2019, il inscrit avec le KV Malines son premier doublé en première division belge, sur la pelouse du KV Courtrai (victoire 2-3).

#### Émergence à l'Union Saint-Gilloise
Depuis l'été de 2020 Vanzeir est sous contrat au Royale Union Saint-Gilloise jusqu'en 2023.
Le 13 mars 2021, il devient champion dans la division 1B avec l'Union inscrivant 19 buts et finissant meilleur buteur avec Georges Mikautadze.
Le 27 juillet 2021, il prolonge son contrat avec le Royale Union Saint-Gilloise d'un an jusqu'en 2024 avec option pour une saison supplémentaire.
Le 28 août 2021, Vanzeir marque son premier triplé en Jupiler Pro League contre le Standard (victoire 4-0).

#### Transfert aux Red Bulls de New York
Il est transféré et signe un contrat de quatre ans aux Red Bulls de New York en Major League Soccer le 3 février 2023 et connait ainsi sa première expérience hors de Belgique. Le montant du transfert est estimé à cinq millions d'euros. Il participe à sa première rencontre avec sa nouvelle équipe le 4 mars suivant à l'occasion de la réception du Nashville SC (0-0). Quelques jours plus tard, le 18 mars, il inscrit son premier but avec les Red Bulls dans une victoire 2-1 face au Crew de Columbus,.
Le 8 avril 2023, après la rencontre opposant les Red Bulls aux Earthquakes de San José (1-1), la Major League Soccer émet un communiqué pour annoncer l'ouverture d'une enquête à la suite d'allégations d'insultes racistes proférées par un joueur de New York peu avant l'heure de jeu. Si la ligue ne mentionne pas le joueur soupçonné, les médias américains relaient l'information précisant que Dante Vanzeir aurait tenu ces propos racistes au cours d'une altercation avec l'Américain Jeremy Ebobisse,. Quelques jours plus tard, il formule des excuses publiques, assumant la responsabilité de ses propos et les conséquences à venir,. Il ajoute le lendemain vouloir prendre du recul vis-à-vis de son équipe afin de ne pas être une distraction extra-sportive en ce début de saison. Le 13 avril suivant, en plus de devoir suivre un programme de réhabilitation, la sanction est annoncée par la Major League Soccer qui lui impose une amende financière et le suspend pour six rencontres de saison régulière de MLS, tout en ajoutant son interdiction de participer à quelque match de MLS Next Pro, US Open Cup ou partie amicale sur cette durée. Il est donc autorisé à retrouver les terrains à compter du 20 mai et la réception du CF Montréal. Il retrouve effectivement ses partenaires lors de cette rencontre où il entre en jeu, remplacant Cory Burke à la 67e minute dans une victoire 2-1 face à Montréal.

#### Retour en Belgique à La Gantoise
Lors du mercato hivernal 2024-2025, Dante Vanzeir décide de revenir en Belgique et s'engage jusqu'en 2028 avec les Buffalos, dont le projet a visiblement convaincu l'attaquant belge.

### En sélections nationales
Avec les moins de 17 ans, il participe à la Coupe du monde des moins de 17 ans en 2015. Lors du mondial junior organisé au Chili, il joue sept matchs. Il se met en évidence lors de la « petite finale », en inscrivant un doublé et en délivrant une passe décisive face au Mexique. La Belgique se classe troisième du mondial.
Avec les moins de 19 ans, il délivre deux passes décisives lors d'un match amical contre la République tchèque en septembre 2016 (victoire 4-1). Un mois plus tard, il s'illustre lors des éliminatoires du championnat d'Europe de la catégorie, avec un but inscrit et une passe décisive délivrée contre le Kazakhstan (victoire 0-5).
Le 6 septembre 2019, il reçoit sa première sélection avec les espoirs, lors d'une rencontre face au Pays de Galles. Cette rencontre perdue sur le score de 1-0 rentre dans le cadre des éliminatoires de l'Euro espoirs 2021. Un mois plus tard, il délivre sa première passe décisive avec les espoirs, contre la Moldavie (victoire 4-1).
Le 5 novembre 2021, il est appelé pour la première fois en équipe nationale belge pour les matchs de qualification à la Coupe du monde 2022.
Le 16 novembre 2021, Dante Vanzeir obtient sa première sélection en rentrant à la 59e minute du match Pays de Galles-Belgique, dernier match de qualification pour la Coupe du monde 2022.

## Statistiques

### En club
| Saison                | Club                         | Championnat           | Championnat | Championnat | Championnat | Coupe(s) nationale(s) | Coupe(s) nationale(s) | Coupe(s) nationale(s) | Supercoupe | Supercoupe | Supercoupe | Compétition(s) continentale(s) | Compétition(s) continentale(s) | Compétition(s) continentale(s) | Compétition(s) continentale(s) | Autres compétitions | Autres compétitions | Autres compétitions | Autres compétitions | Total | Total | Total |
| Saison                | Club                         | Division              | M.          | B.          | P.d.        | M.                    | B.                    | P.d.                  | M.         | B.         | P.d.       | Comp.                          | M.                             | B.                             | P.d.                           | Comp.               | M.                  | B.                  | P.d.                | M.    | B.    | P.d.  |
| 2016-2017             | KRC Genk                     | Division 1A           | 1           | 0           | 0           | 1                     | 0                     | 0                     | -          | -          | -          | C3                             | 0                              | 0                              | 0                              | PO2+BE              | -                   | -                   | -                   | 2     | 0     | 0     |
| 2017-2018             | KRC Genk                     | Division 1A           | 5           | 1           | 0           | 1                     | 0                     | 0                     | -          | -          | -          | -                              | -                              | -                              | -                              | PO1+BE              | -                   | -                   | -                   | 6     | 1     | 0     |
| 2019-2020             | KRC Genk                     | Division 1A           | -           | -           | -           | -                     | -                     | -                     | 1          | 1          | 0          | C1                             | -                              | -                              | -                              | -                   | -                   | -                   | -                   | 1     | 1     | 0     |
| Sous-total            | Sous-total                   | Sous-total            | 6           | 1           | 0           | 2                     | 0                     | 0                     | 1          | 1          | 0          | -                              | 0                              | 0                              | 0                              | -                   | -                   | -                   | -                   | 9     | 2     | 0     |
| 2018-2019             | FCO Beerschot Wilrijk (prêt) | Division 1B           | 27          | 13          | 2           | 2                     | 1                     | 0                     | -          | -          | -          | -                              | -                              | -                              | -                              | BT+PO2              | 2+8                 | 1+2                 | 0+2                 | 39    | 17    | 4     |
| 2019-2020             | KV Malines (prêt)            | Division 1A           | 18          | 3           | 1           | -                     | -                     | -                     | -          | -          | -          | -                              | -                              | -                              | -                              | -                   | -                   | -                   | -                   | 18    | 3     | 1     |
| 2020-2021             | Union Saint-Gilloise         | Division 1B           | 24          | 19          | 8           | 3                     | 2                     | 1                     | -          | -          | -          | -                              | -                              | -                              | -                              | -                   | -                   | -                   | -                   | 27    | 21    | 9     |
| 2021-2022             | Union Saint-Gilloise         | Division 1A           | 29          | 13          | 10          | 1                     | 1                     | 0                     | -          | -          | -          | -                              | -                              | -                              | -                              | PO1                 | 6                   | 1                   | 0                   | 36    | 15    | 10    |
| 2022-2023             | Union Saint-Gilloise         | Division 1A           | 20          | 10          | 2           | 1                     | 0                     | 0                     | -          | -          | -          | C1+C3                          | 2+5                            | 1+1                            | 0+0                            | -                   | -                   | -                   | -                   | 28    | 12    | 2     |
| Sous-total            | Sous-total                   | Sous-total            | 73          | 42          | 20          | 5                     | 3                     | 1                     | -          | -          | -          | -                              | 7                              | 2                              | 0                              | -                   | 6                   | 1                   | 0                   | 91    | 48    | 21    |
| 2023                  | Red Bulls de New York        | MLS                   | 19          | 2           | 1           | 1                     | 1                     | 0                     | -          | -          | -          | LCup                           | 4                              | 2                              | 0                              | PO                  | -                   | -                   | -                   | 24    | 5     | 1     |
| 2024                  | Red Bulls de New York        | MLS                   | 32          | 4           | 9           | -                     | -                     | -                     | -          | -          | -          | LCup                           | 2                              | 0                              | 0                              | PO                  | 5                   | 2                   | 1                   | 39    | 6     | 10    |
| Sous-total            | Sous-total                   | Sous-total            | 51          | 6           | 10          | 1                     | 1                     | 0                     | -          | -          | -          | -                              | 6                              | 2                              | 0                              | -                   | 5                   | 2                   | 1                   | 63    | 11    | 11    |
| 2024-2025             | KAA La Gantoise              | Division 1A           | 8           | 4           | 1           | -                     | -                     | -                     | -          | -          | -          | C4                             | 2                              | 0                              | 0                              | PO1                 | 9                   | 1                   | 3                   | 19    | 5     | 4     |
| 2025-2026             | KAA La Gantoise              | Division 1A           | 2           | 0           | 0           | -                     | -                     | -                     | -          | -          | -          | -                              | -                              | -                              | -                              | -                   | -                   | -                   | -                   | 2     | 0     | 0     |
| Sous-total            | Sous-total                   | Sous-total            | 10          | 4           | 1           | -                     | -                     | -                     | -          | -          | -          | -                              | 2                              | 0                              | 0                              | -                   | 9                   | 1                   | 3                   | 21    | 5     | 4     |
| Total sur la carrière | Total sur la carrière        | Total sur la carrière | 185         | 69          | 34          | 10                    | 1                     | 1                     | 1          | 1          | 0          | -                              | 15                             | 4                              | 0                              | -                   | 30                  | 7                   | 6                   | 241   | 82    | 41    |

### En sélections nationales
| Saison                | Sélection             | Phases finales        | Phases finales | Phases finales | Phases finales | Éliminatoires CDM | Éliminatoires CDM | Éliminatoires CDM | Éliminatoires EURO | Éliminatoires EURO | Éliminatoires EURO | Ligue des Nations | Ligue des Nations | Ligue des Nations | Matchs amicaux | Matchs amicaux | Matchs amicaux | Total | Total | Total |
| Saison                | Sélection             | Compétition           | M              | B              | Pd             | M                 | B                 | Pd                | M                  | B                  | Pd                 | M                 | B                 | Pd                | M              | B              | Pd             | M     | B     | Pd    |
| --------------------- | --------------------- | --------------------- | -------------- | -------------- | -------------- | ----------------- | ----------------- | ----------------- | ------------------ | ------------------ | ------------------ | ----------------- | ----------------- | ----------------- | -------------- | -------------- | -------------- | ----- | ----- | ----- |
| 2021-2022             | Belgique              | -                     | -              | -              | -              | 1                 | 0                 | 0                 | -                  | -                  | -                  | -                 | -                 | -                 | 0              | 0              | 0              | 1     | 0     | 0     |
| Total sur la carrière | Total sur la carrière | Total sur la carrière | -              | -              | -              | 1                 | 0                 | 0                 | -                  | -                  | -                  | -                 | -                 | -                 | 0              | 0              | 0              | 1     | 0     | 0     |

### Matchs internationaux
| Matchs internationaux de Dante Vanzeir, | Matchs internationaux de Dante Vanzeir, | Matchs internationaux de Dante Vanzeir,       | Matchs internationaux de Dante Vanzeir, | Matchs internationaux de Dante Vanzeir, | Matchs internationaux de Dante Vanzeir, | Matchs internationaux de Dante Vanzeir, | Matchs internationaux de Dante Vanzeir,                         |
| #                                       | Date                                    | Lieu                                          | Adversaire                              | Résultat                                | Compétition                             | Club                                    | Notes                                                           |
| --------------------------------------- | --------------------------------------- | --------------------------------------------- | --------------------------------------- | --------------------------------------- | --------------------------------------- | --------------------------------------- | --------------------------------------------------------------- |
| 1                                       | 16 novembre 2021                        | Cardiff City Stadium, Cardiff, Pays de Galles | Pays de Galles                          | N 1 - 1                                 | Éliminatoires de la Coupe du monde 2022 | Union Saint-Gilloise                    | Entre en jeu à la place de Divock Origi à la 59e minute de jeu. |

## Palmarès

### En club
|  |  | FCO Beerschot Wilrijk - Championnat de Belgique de deuxième division : - Vice-champion : 2019. |  | KRC Genk - Supercoupe de Belgique (1) : - Vainqueur : 2019. |  | Union Saint-Gilloise - Championnat de Belgique : - Vice-champion : 2022. - Championnat de Belgique de deuxième division (1) : - Champion : 2021. |  | New York Red Bulls - MLS Cup : - Finaliste : 2024. |

### En sélections nationales
|  |  | Belgique -17 ans - Coupe du monde -17 ans : - Troisième : 2015. |

### Distinctions personnelles
- Joueur de l'année de l'Union Saint-Gilloise en 2021[réf. nécessaire].
- Meilleur joueur de la saison en Division 1B en 2021[27].
- Meilleur buteur de la saison en Division 1B en 2019[28].

## Vie privée
Dante Vanzeir est le frère de Luna Vanzeir (nl), également footballeuse internationale belge.